# Asesinatos en el East End en 2002
Los asesinatos en el East End en 2002 se refiere a los asesinatos de dos mujeres y una adolescente ocurridos en el distrito East End en Houston, Texas. Los tres perpetradores fueron dos hombres adultos y un adolescente: Edgardo Rafael Cubas Matamoro (nacido el 7 de febrero de 1979), ciudadano hondureño; Walter Alexander Sorto (nacido el 10 de agosto de 1977), ciudadano salvadoreño; y Eduardo Navarro, un adolescente de 15 años cuando ocurrieron los crímenes.

## Detalles
Una de las víctimas, Esmeralda Alvarado, de 15 años, era una estudiante del 10.o grado (sophomore) en la Escuela Preparatoria Lamar. Alvarado, una chica hispana, residía en el East End. El 18 de enero de 2002, desapareció después de salir de la casa de su novio. Alvarado fue secuestrada, violada y asesinada por los tres perpetradores; recibió un disparo en la cabeza. Su cuerpo fue abandonado en una zona industrial en el bloque 18000 de Market Street. Fue descubierto el martes, 22 de enero de 2002.
Las otras víctimas, Roxana Aracelie Capulin, de 24 años, y María Moreno Rangel, de 38 años, eran meseras, empleadas en el restaurante El Mirador, un establecimiento del East End adquirido por la familia de Capulin en 1994.  La familia de Capulín era originaria de El Salvador. En el 31 de mayo de 2002, las mujeres desaparecieron, y el 1 de julio sus cuerpos fueron descubiertos en el vehículo de Capulin. Fueron asesinadas a tiros; les habían cubierto los ojos y la boca con cinta adhesiva.

## Perpretadores
Cubas, un inmigrante indocumentado, era originario del barrio de San Miguel de Tegucigalpa, Honduras, donde trabajaba en un centro comercial en el área de Comayagüela. En 2000 dejó Tegucigalpa. Cubas tenía una esposa de derecho consuetudinario de Houston; su padre también residía en Houston. No tenía antecedentes penales.
Sorto, también un inmigrante indocumentado, había sido condenado en 1999 por portación ilegal de arma. También había sido condenado por robo agravado y portación de arma mortal. Por el primero, fue condenado a 10 días de prisión, y por el segundo, a 10 años de libertad condicional en diciembre de 2000. Sorto estaba casado y tenía hijos.
El adolescente estaba inscrito en el octavo grado de la Escuela Secundaria Daniel Ortiz, Jr. (Daniel Ortiz, Jr. Middle School) antes de su arresto.

## Juicio y castigo

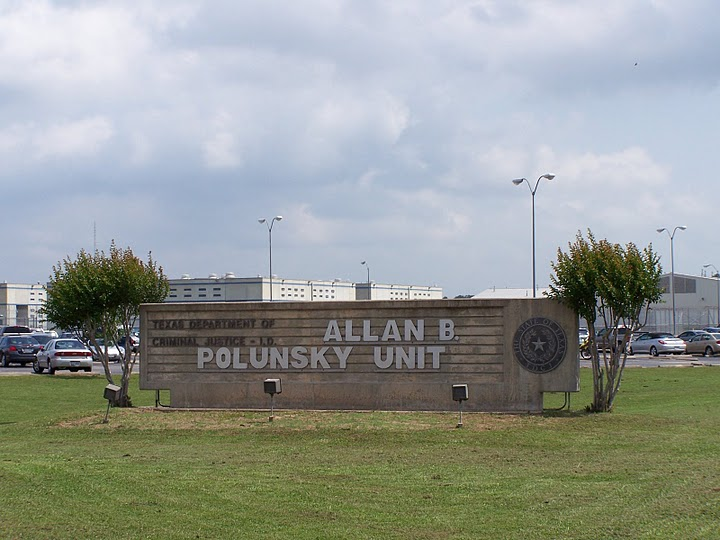
La Unidad Allan B. Polunsky tiene el corredor de la muerte para hombres del Estado de Texas

Sorto fue a una comisaría de policía en un intento de reclamarr una recompensa por resolver los crímenes. Fue detenido y confesó haber cometido los crímenes. El adolescente fue detenido en su domicilio el mismo día del arresto de Sorto. Cubas fue arrestado mientras trabajaba en una obra de construcción en Tomball (Texas). Gilberto Villarreal, uno de los abogado de Cubas, afirmó que Cubas también confesó haber matado a Capulin además de a Alvarado.
Los fiscales solicitaron la pena de muerte para Sorto y Cubas. No pudieron obtener la pena de muerte para Navarro porque tenía menos de 18 años. Navarro sirvió como conductor de la fuga durante las muertes de Capulín y Rangel. Iba a ser juzgado como un adulto
En el noviembre de 2003 Sorto fue condenado a muerte por los asesinatos de Capulin y Rangel.
Frances "Poppy" Northcutt y Villarreal fueron los abogados defensores de Cubas. Durante su juicio, siete de los parientes de Cubas viajaron a Houston para dar testimonio; eran residentes de Honduras. Cubas fue condenado por el asesinato de Alvarado el 10 de mayo de 2004. Fue sentenciado a muerte el 22 de mayo de 2004 después de que el jurado deliberara durante dos horas y media
Los hombres condenados a muerte en Texas se alojan en la Unidad Polunsky en West Livingston.
La ejecución de Cubas estaba originalmente programada para el 16 de enero de 2014, pero la fecha de ejecución fue rescindida.